# 山葉TMAX

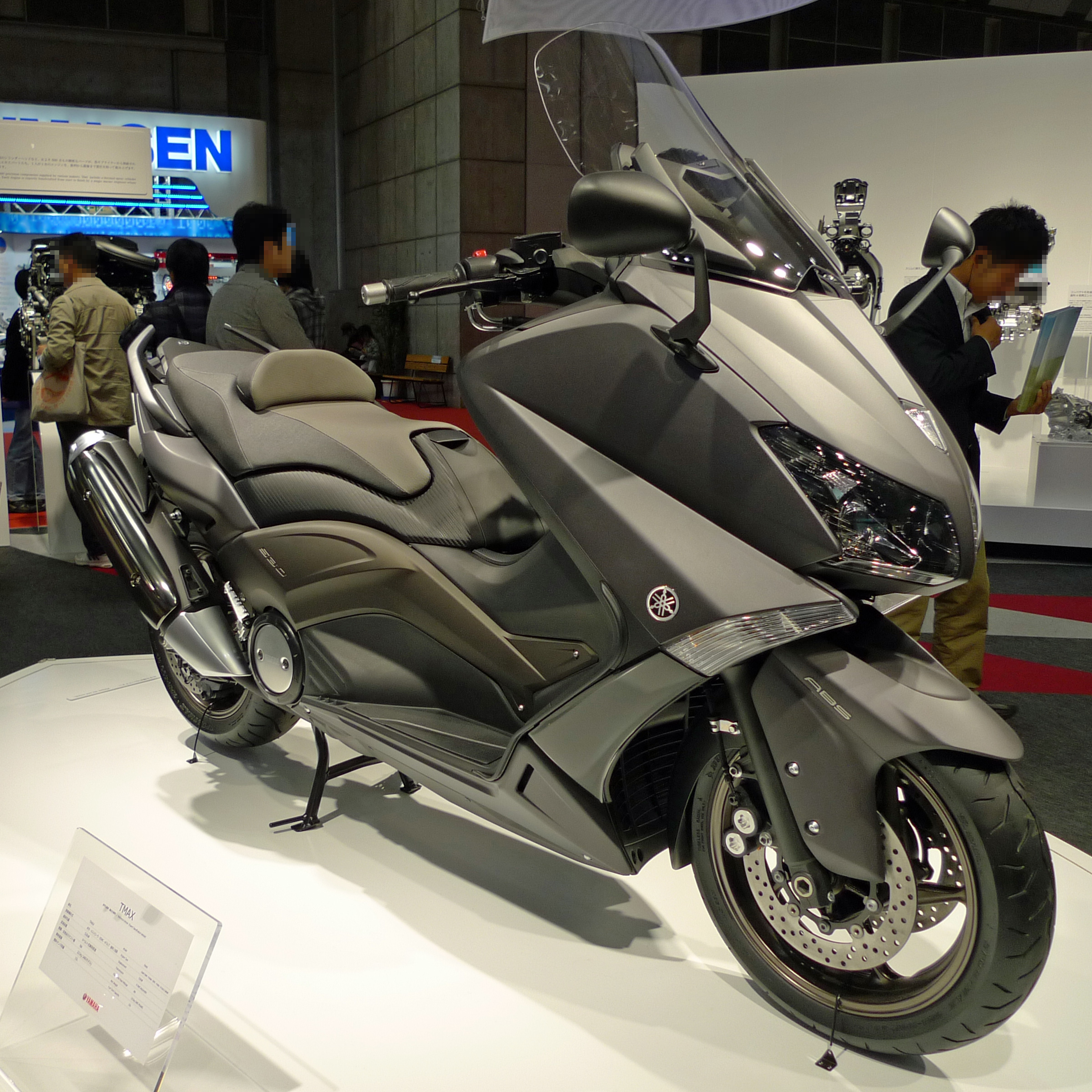
山葉TMAX530

Yamaha TMAX為日本山葉發動機公司製造販賣的一款摩托車，屬於速克達的一種，定位為道路運動型旅遊摩托車。
因其名稱發音，因此被暱稱為T（踢）媽、T（踢）媽媽，原廠型號為XP500（T-MAX 500）、XP500A（T-MAX 530）、XP530DA&XP530A（T-MAX 530DX&SX）、XP560D&XP560E（T-MAX 560Tech&Standrd）。Yamaha MAX家族精神標語「Nothing but the MAX」，全球命名統一以MAX為名的車輛皆繼承其設計DNA。

## 概要
T-MAX一開始的宗旨就是要開發出運動表現優異的大型速克達車種(Master of Scooter、Maxi Scooter)，擺脫當時大型速克達操控不俐落的刻板印象，為了達到這個目標，從初代TMAX就擁有著許多科技革新，最大的差異就是動力單元，以往的速克達都是將變速結構設置在後搖臂上，而TMAX將CVT變速結構整合到引擎的後方，並且使用確動皮帶降低動力流失，終傳則是使用兩段封閉式鏈條來達成；變速系統專心負責變速工作，鏈條只需要負責驅動後輪，降低後搖臂重量，讓車身的重心更集中，左右傾角高達50度。為了讓車子重心集中與降低座高，採用中置避震設計，並將避震器設計在車底。為了提高TMAX過彎速度與後輪循跡性，採用反拉式設計，該設計與一般避震遇到坑洞的作用方式相反。
T-MAX引擎採用直列雙缸設計、360度點火、斧型曲軸，但與一般的直列雙缸設計不同在與T-MAX引擎多了一具不點火的平衡缸，用以減少T-MAX直列雙缸的運轉震動。
2000年秋天，向歐洲國家輸出2001年款的日本國外式樣。而日本國內式樣於2001年8月開始銷售。並奪得2001年度日本設計振興協會的優秀設計金牌。
2012年式樣的TMAX奪得2012年德國紅點設計大獎中的2012年產品設計獎，與之前TMAX最大的不同是排氣量提升30cc，與終傳兩段封閉式鏈條設計改成確動式皮帶設計。
T-MAX的T代表Twin雙缸，而MAX代表最速最快，代表T-MAX是雙缸車種王者的涵義，與之相對應的有155cc排氣量的山葉S-MAX，名稱類似車種還有292cc的X-MAX、155cc的N-MAX。

## TMAX 500（2001～2011）

### 第一代(2001-2003，代號5GJ)
設計師：一色知行先生

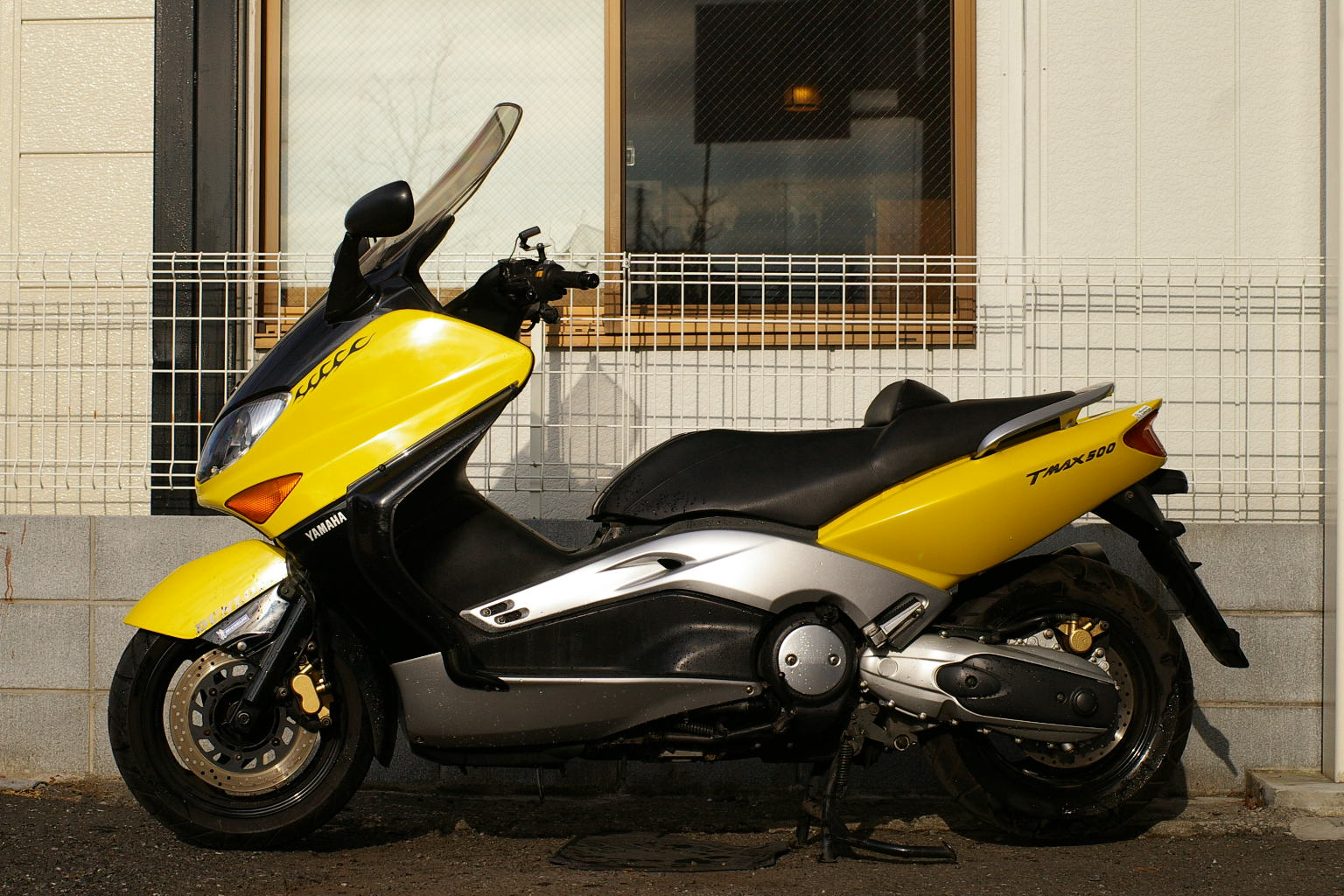
第一代TMAX 500

車架為鑽石型鋼管車架，搭載引擎為排氣量499cc的水冷4行程DOHC4氣門直列雙汽缸，採用鍛造活塞及缸徑66mm、活塞行程73mm長行程式的陶瓷汽缸，機油容量3.6公升。山葉開發人員私下形容TMAX為YZF-R5，但未獲得山葉官方證實。
前後輪胎採14吋設定，前輪碟盤282mm搭配單二卡鉗、後輪碟盤267mm搭配單一卡鉗，無手煞車設計，38mm正立式前叉、中置反拉式避震。
傳動箱位於引擎右方，使用CVT自排變速系統，採用兩段鏈條減速比傳遞至後輪，引擎採用水平對向式平衡軸抑震。
為了達到低重心化，前輪特別加重，以及採用水平並列汽缸、機油潤滑方式的乾式油底殼。
最大馬力38ps / 7,000rpm、最大扭力4.5kg-m / 5,500 rpm

### 第二代(2004-2007，代號5VU/15B)

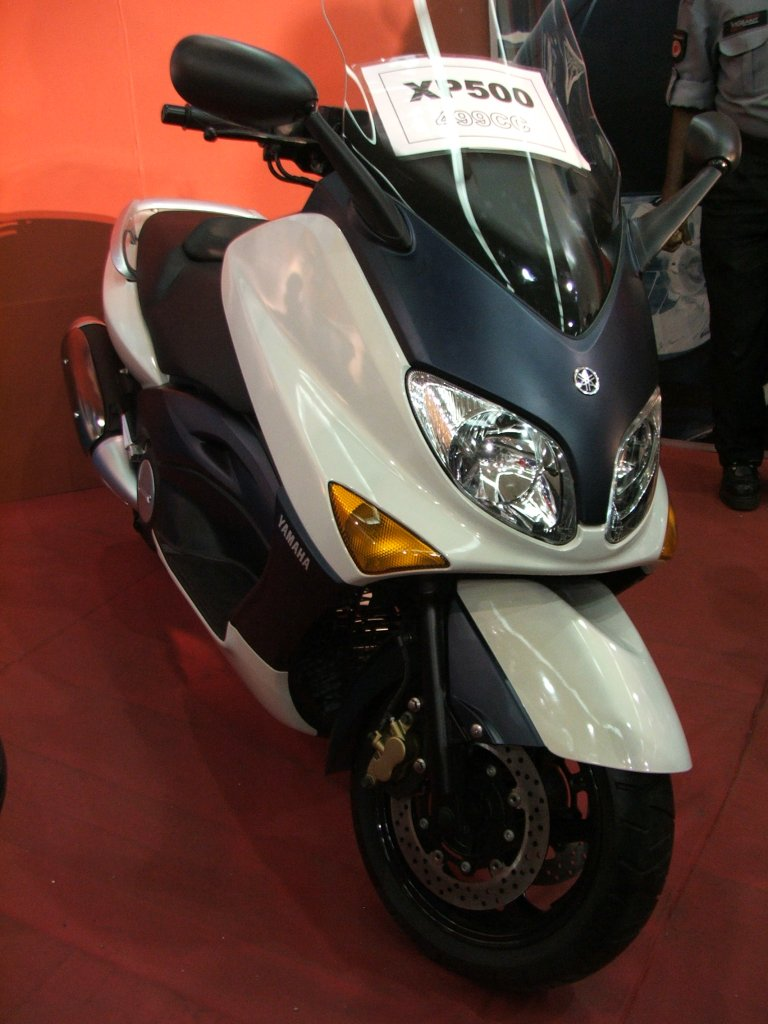
第二代TMAX 500

2004年式樣升級包括用電腦噴射代替傳統的雙缸化油器，並提高了引擎壓縮比(由10.1:1提升10.9:1)，馬力和扭力分別提升至44.4ps /7500rpm 與4.85kg / 4500rpm，符合Euro II環保法規。前叉內管由38mm提升至41mm，前輪267mm雙碟取代了原本的282mm單碟, 可以選配ABS，後碟增加了手煞車裝置。後輪尺寸從14英寸增大到15英寸。 儀表板增加轉速表。 

#### TMAX 500 Black Max
引擎、車架與外觀基本上與04年版本TMAX 500一樣，僅在配色上做出部分修改。Logo與卡鉗改為紅色外觀，坐墊與靠背為紅黑相間設計，在右前側H殼有BLACK MAX字樣。

### 第三代(2008-2011，代號4B5/1UD)

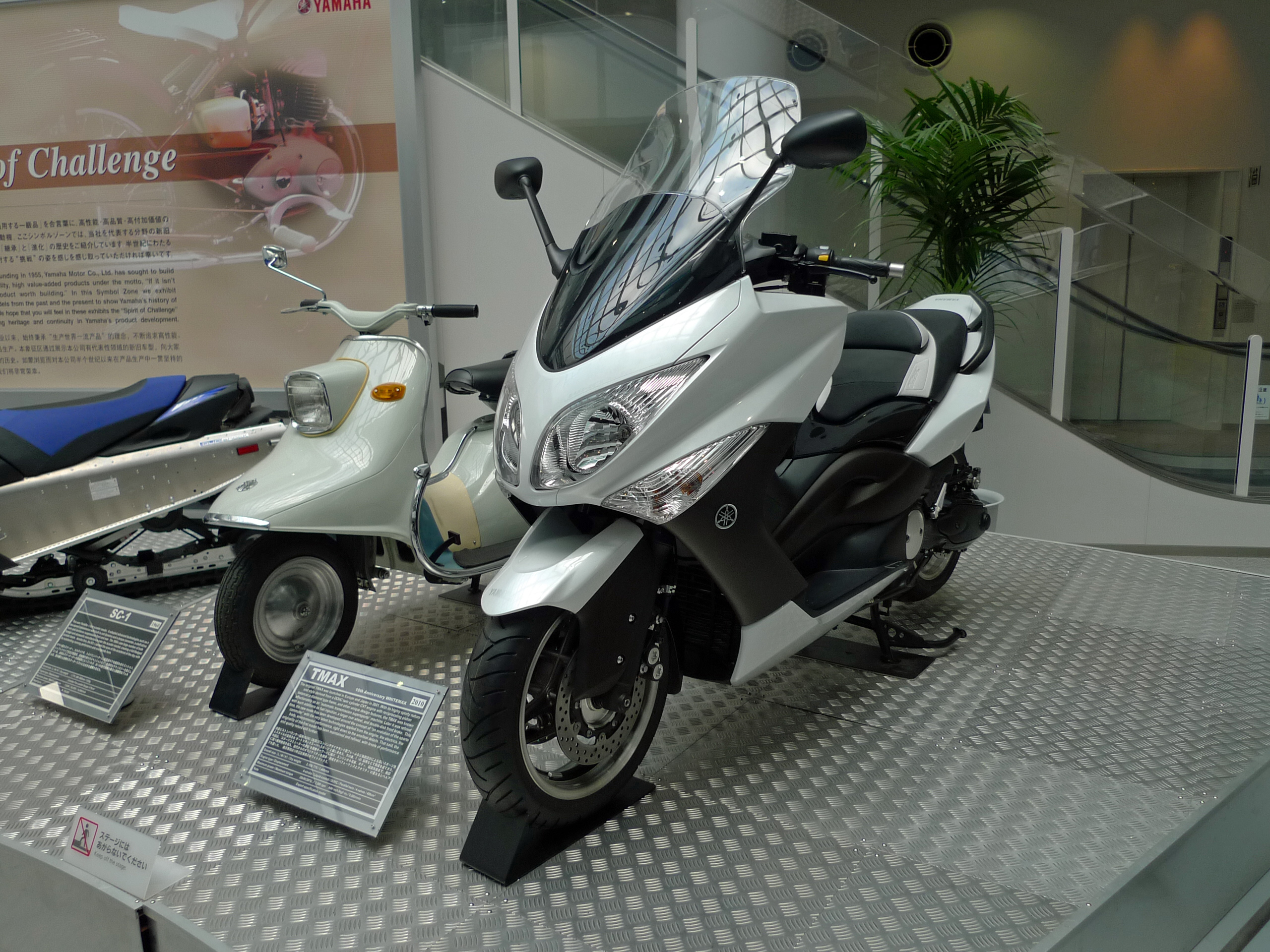
第三代T-MAX 500

經過了6年的淬鍊，第三代TMAX採用了後掠式頭燈，讓視覺感更有侵略性，後方的扶手也從前代的一體式改為分離式設計，排氣管伴隨著車尾的角度跟著上揚，從渾圓流線的風格轉為銳利紋理分明的風格。在車殼底下看不到的地方則是已經脫胎換骨，採用全新開發的CF（Controled Filling allydie-casting Technology）壓鑄鋁合金車架，比之前的鑽石型鋼管車架減少5公斤，騎乘三角中的把手位置及座位位置往前移10mm，但腳踏位置不變、前端換上43mm正叉、15吋前後輪框，軸距微幅增加了25mm，煞車系統升級Advics對向四活塞卡鉗，馬力和扭力分別是43.5ps / 7500rpm、4.73kg / 6500rpm，加上重心非常低的引擎擺放位置，給人既穩定又輕快的感受，引擎部分改變了集氣箱的位置，壓縮比再次提高到11.0：1，提升各轉速的出力表現。

#### Tmax 500 White Max
與一般版不同的是黑白雙色兼有TMAX壓花字樣的座墊、輪框與加油蓋採用了雙色設計，前手套箱及煞車油缸蓋採用鋁原色，鑰匙孔右側加入了「WHITEMAX 10th Anniversary」的專屬紀念銘牌，把手中央與鑰匙孔周圍採用碳纖維，車頭H殼加上了WHITE MAX字樣，液晶儀錶改用了白色背光，三圓錶亦加上了白色外圈。

#### Tmax 500 WGP 50th週年紀念
山葉官方為了慶祝參加世界摩托車錦標賽（MOTOGP）50週年，推出限量版WGP 50週年版配色塗裝的T-MAX，總計限量1000台。車身以紅/白/黑三色為主，當中的紅白代表著日本的國旗。除了車身的紅色速度鏈塊外，車頭兩個手套箱及車廂也會用上紅色內襯，加油蓋改採紅色。車頭H殼兩側的Yamaha音叉標誌採用金色，上下還有碳纖維裝飾。雙子星卡鉗採用銀色，鑰匙孔下方有WGP 50週年的標誌。車底黑色的部份預留空間讓車友張貼隨車附送的廠隊贊助商的貼紙。

## TMAX 530（2012～2019）

### 第四代(2012-2014，代號59C/B232)
- 車體開發總工程師：鈴木達也
- 外型總設計師：大富部兼二

2012年發布

口號：Try the MAXimum

TMAX 530 新車設定的方程式就是：增加動力、減輕車重、改變配重，並贏得2012年德國紅點設計大獎中的2012年產品設計獎
第四代TMAX，將引擎排氣量小幅度提升為530cc，型號為TMAX 530。仍使用水冷4行程DOHC4氣門直列雙陶瓷汽缸，360度曲軸點火，鍛造活塞缸徑由66mm加大至68mm，進氣門由25mm加大至26mm，新設計的往復平衡活塞套筒材質採用鋁合金，減少平衡活塞在往復運動造成的馬力損失。重新設計的引擎散熱水道與燃燒室形狀, 讓引擎的效率更高，採用與自家YZF-R6跑車相同的12孔噴油嘴，為了對應TMAX 530引擎更大的動力輸出，增加離合器的蹄片數目與壓力彈簧數目。
TMAX 530採用與山葉自家YZF跑車車系同型式的前叉，上三角台是鋁合金鑄造、下三角台是鋁合金鍛造，透過不同的材質與工法來取得平衡，賦予高水準的運動性能。
TMAX 530首度引進雙魚眼大燈(以道路靠右行的台灣為例：左邊為近燈，右邊為遠燈配置)，雙邊燈具中央為鹵素定位燈。
TMAX 530傳動裝置，使用CVT自排變速系統及一段式的皮帶輪減速(山葉官方宣稱較上一代兩段式鍊條傳動最多可增加5%輪馬力輸出，鈴木達也回覆台灣媒體最主要的優點是摩擦損失更小，重量更輕，運轉更安靜)，為高效能確動皮帶傳動。採用無傳動箱設計，改採鑄造鋁合金後搖臂的配置，簧下重量相較前幾代採用鍊條傳動設計的TMAX500，可輕量化約3.5kg，大幅提升操控性能，傳動系統也做了些微修改，開閉盤的風扇角度做了修正, 減少空氣阻力、普力盤的表面做了鍍鉻處理, 摩擦力更大，普力珠的數目也增加。並且改變配重、較上一代車架減輕4公斤重量。本代的前、後輪荷重比例進化為48：52，前輪荷重較舊款車增加了1%，這樣更類似於一般仿賽車的設計，因此增加操控性能。
TMAX 530後碟煞卡鉗與手煞車卡鉗分開設置，改裝卡鉗不用再廢除手煞車，後碟碟盤由267mm加大至282mm。
相較上一代，這一代排氣量提升30cc，馬力提升至46.5ps / 6750rpm，扭力提升至5.33kg / 5250rpm
為了因應台灣的環保與交通法規，日本山葉原廠針對進口台灣的TMAX 530的廢氣二次回收裝置、ECU供油曲線、點火角度、排氣管觸媒進行強化，並在前叉部分增加反光片。

##### 紀錄
- 2020年5月31日，台灣賽車手鐘予澤先生在麗寶國際賽車場的絕影賽道日，以12年式樣TMAX 530創下該場地大型速克達最佳1分56秒637紀錄。
- 2020年7月26日，台灣賽車手鐘予澤先生以YAMAHA T-MAX 530（直噴衝壓進氣設定），創下麗寶國際賽車場G2賽道成績1:55.450，刷新大型速克達最速單圈紀錄。
- 2022年8月14日，台灣賽車手鐘予澤先生在大麗寶國際賽車場（23彎）的菇菇賽道日，以12年式樣TMAX 530以1:59.722刷新場地紀錄，也是第一台大型速可達車種跑進2分內。

#### TMAX Black Max 特仕版（2013年推出）
- 輪框、碟盤內盤、車側立體LOGO、車側散熱孔、把手平衡端子採用金色
- 消光黑、亮光黑的層次配色
- 液晶儀表採用白色背光
- 車手手把飾版版採用黑色木紋，中央上有Black MAX專屬的鍍鉻髮絲紋銘牌
- 鑰匙孔飾蓋採用銀灰色髮絲紋
- 前座後靠背的YAMAHA 立體Logo
- 加油活動蓋上採用銀灰色烤漆
- 坐墊上有TMAX LOGO壓紋和白色的車縫線

### 第五代(2015-2016，代號2PW)

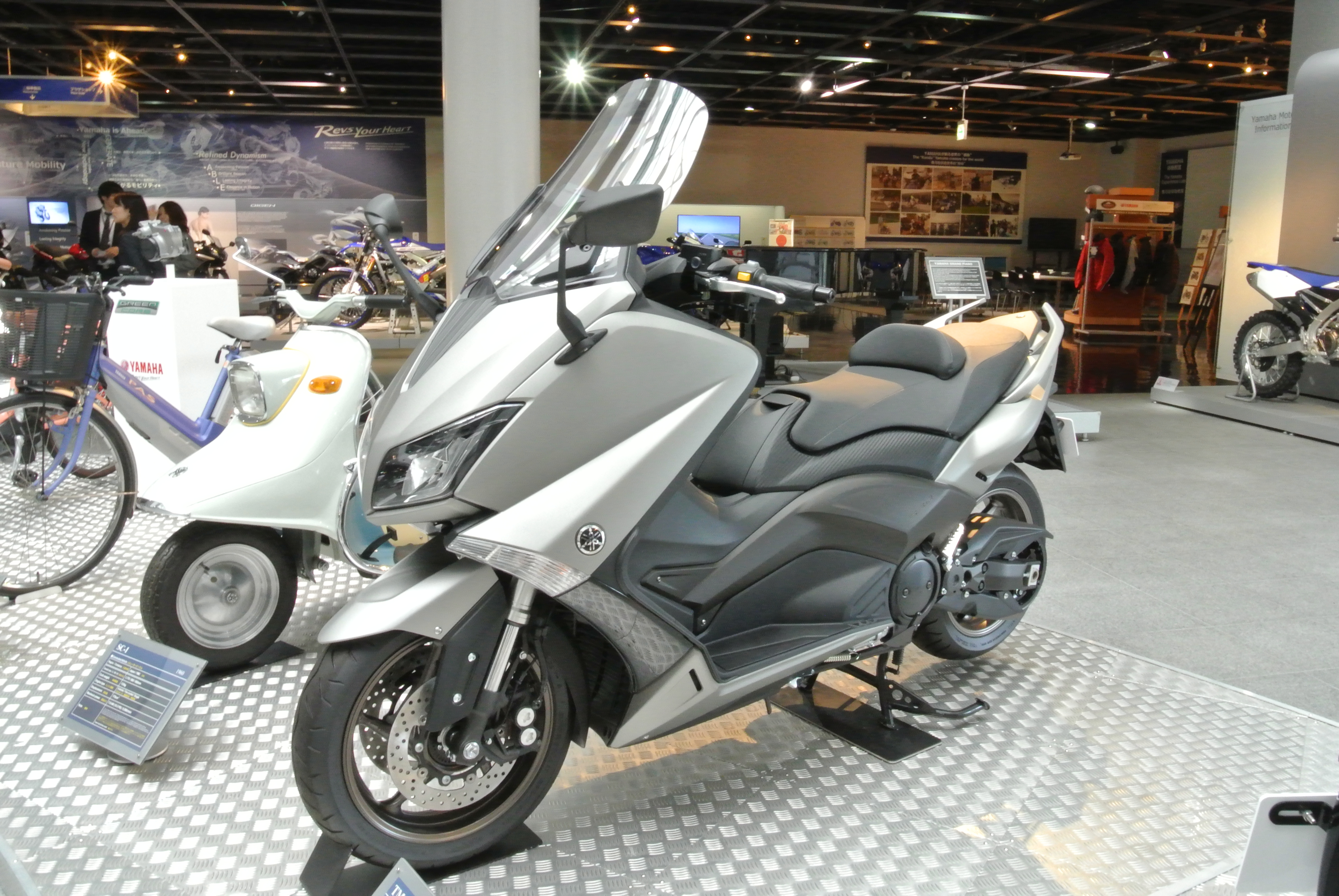
第五代T-MAX 530

口號：The MAX is never enough

2015年1月發布，整體外形與2012年式樣TMAX相去不遠，主要改變為前叉由43mm正叉改為41mm倒叉，Advics對向四活塞卡鉗升級Advics輻射對四卡鉗、Advics ABS防煞車鎖死系統（台灣版本可選要ABS或不要）、大燈改為LED(全時點燈，近燈x2、遠燈x2)，原本大盾中央的多邊形鹵素定位燈改變為整流罩，大燈兩側增加LED導光條，取消左側置物箱並改成DC12V車充。鑰匙變更為Keyless感應式（原鑰匙孔改為免鑰匙熄火、鎖定把手、停車模式與車廂按鈕），這一代和上一代一樣最大馬力維持46.5ps/6750rpm、最大扭力5.33kg/5250rpm。
在2016年分別推出IRON Max特仕版跟Lux Max特仕版。

#### TMAX IRON MAX （2016年推出）
前叉外管、卡鉗、輪框採用金色塗裝。儀表六角造型外殼採用消光銀設計，搭配金屬切削質感的碼表刻劃。車手手把中央跟尾燈飾蓋上有IRON MAX專屬的銘牌。Keyless飾版採用銀灰色烤漆。加油蓋上採用銀灰色烤漆。車側的迴力鏢造型飾板改用車身同色的消光烤漆。坐墊上有TMAX LOGO壓紋和金色的車縫線。原廠精品的鋁合金踏板。車側的金色的TMAX立體LOGO。

#### TMAX Lux MAX （2016年推出）
前叉外管、卡鉗、輪框採用黑色塗裝。儀表六角造型外殼沒有更動，搭配金屬切削質感的碼表刻劃。車手手把中央跟尾燈飾蓋上有LUX MAX專屬的銘牌。Keyless飾版採用亮光黑烤漆。加油蓋上採用銀灰色烤漆。車側的迴力鏢造型飾板改用亮光黑烤漆。坐墊上有TMAX LOGO壓紋和黑色的車縫線。原廠精品的鋁合金踏板。車側的銀灰色的TMAX立體LOGO。

### 第六代(2017-2019，代號BX3/BC3)
設計師：橘 真澄先生

口號：Reset the rules of MAX

首次分為DX豪華與SX精裝版本，這一代TMAX主要變革為外型以及加入了電控系統，外觀上更改為類似第一代的圓潤造型，尾燈改為左右分離，獨立式左右方向燈，油門由傳統的鋼索式改為YCC-T電子油門，首次加入定速巡航模式(DX版本限定)與TCS循跡系統，油門可選擇Town模式和Sport模式。車架與輪框(5J→4.5J)重新設計總共減少約10kg。一段式皮帶輪、皮帶（採用碳纖維製造，寬度由40mm→25mm）、舵輪設計變窄減少運轉時的轉動慣性，前後普利盤引入新製程，加大車廂（可容納2頂3/4安全帽），多功能Smart Key（電源On/Off、引擎On/Off、把手上鎖/解鎖、座椅上鎖/解鎖、中柱上鎖/解鎖、前置物箱上鎖/解鎖、智慧感應開啟/鎖定(按鈕式裝置)）。
車身部分，後搖臂由反拉式改為多連桿懸吊(DX版本阻尼可調)，前後輪軸距減少約25mm，但搖臂增加40mm增強過彎穩定性、電動風鏡(DX版本限定)、加熱把手與坐墊(DX版本限定)。
YCC-T電子油門是利用32-bit ECU監測油門的運作，並透過伺服馬達驅動節流閥，使機車保持在最佳空燃比狀態，最早是用於世界摩托車錦標賽的YZR-M1賽車，後來下放到面對一般客戶的YZF-R1與YZF-R6等車種。
對應六期環保法規，馬力與扭力分別為45ps/6750rpm、5.4kg/5250rpm

#### TMAX SX Sport（2018年推出）
口號：My City My Sport My Win

分為黑、白雙色，動力維持530cc排氣量，電子系統與車身配備幾乎與TMAX SX如出一輒，外觀上最明顯的變動是更換了歐洲知名品牌Akrapovic排氣管與短風鏡、原廠運動化短牌架精品。

## TMAX 560（2020～）

### 第七代(2020-2021，代號B3T/B7M)
設計師：太田充昭

口號：You belong to the MAX

為因應 Euro 5期環保（對應台灣7期環保）要求，將排氣量由530cc小幅提升的562cc。比起上一代，最高馬力45ps/6750rpm增至47.6ps/7500rpm、最大扭力由5.4kg-m/5250rpm提升至5.68kg-m/5250rpm，極速增加5km/h、耗油量減少10%(5.3L/100km降低至4.8L/100km)。引擎內的活塞與汽缸由68mm增加至70mm、汽門由26mm加大至27mm，輕量化鋁合金鍛造活塞、連桿、曲軸、凸輪軸(汽門正時變更)、空濾、節流閥、進氣歧管、噴油嘴(4孔增加至12孔)都經過全新設計，水箱加大增強散熱效果(強化6%)。傳動系統使用全新的皮帶設計，在整體的減速比即自動變速的特性上也不同，在終傳比上較過去更低，降低常用速域的引擎轉速，不僅在加速上有所提升，更能獲得在「定速巡航」系統下，更平穩、輕鬆舒適的輸出體驗。排氣系統部分採取雙觸媒設計應對嚴苛的環保標準，排氣管本體採用新材料，整體管壁厚度減少20%。尾燈造型有強調象徵TMAX的T型LED尾燈。版本分為Tech MAX與MAX標準版，TECH MAX可以透過MyTMAX App收到電瓶警示，超速警示、trip report和閃燈尋車功能。除此之外，以金色前叉為記的Tech MAX版，風鏡是電動調整。可調整的後避震、定速巡航、加熱把手和加熱座墊，都是Tech Max版的標準配備。所以Tech MAX重量增至218kg，比SX重5kg，比DX重2kg。

#### TMAX 20th Anniversary
口號：MAX Evolution

為慶祝TMAX家族問世廿周年，YAMAHA公司推出限量版廿週年版配色塗裝的TMAX 560，總計限量560台。YAMAHA會在3月31日採線上限量販售的方式，英國定價為14,699英鎊，折合新台幣大約56.9萬元左右。TMAX 20th Anniversary車身架構同TMAX 560一樣，車色以黑色為主，金色倒叉；部分前土除、部分防燙蓋與車側的兩邊大飛鏢車殼採用最新流行的鍛造碳纖維設計，車手下方有限量專屬車輛編號的TMAX 20 Anniversary金屬名牌(XXX/560)，車側也有TMAX 20 Anniversary金屬名牌；前土除兩側、兩側側邊內裝殼都有TMAX 20 Anniversary黃色彩貼；椅墊小靠背有TMAX 20 Anniversary布章，黃色縫線車邊，增加前後座的加溫功能。
儀表佈局也獲得小部分更新，時速、轉速錶都採用新背光顯示，中央的液晶儀表也修改介面，加溫座墊顯示也新增到中間的LCD儀表內。

### 第八代(2022-2024，代號BBV3/BBW5)
設計師：河野夏樹、石田甸

口號：Straight to the MAX

YAMAHA在2021年11月16日（台北時間）在歐洲發表了2022年式樣的第八代TMAX。整體外觀以「The Beast Unveiled野獸覺醒」為發想，引擎維持與上一代相同排氣量的562cc、直列雙缸水冷8V引擎。車殼外型變得更銳利，上一世代反射式LED大燈變更為魚眼投射式LED大燈，並首度整合方向燈在內。歷代TMAX採用的跑車風格雙環儀表，在這一代也升級成更具科技感的7吋TFT液晶螢幕，首度導入Garmin導航。龍頭把手部分重新設定角度（前移34mm、下移14mm)，坐墊與腳踏相較上一代560有所加長，使騎士可以用更戰鬥的姿勢駕馭車子，坐墊有三段式靠背可以調整（行程有30mm)，後座乘客坐墊位置也較上一代560提高15mm、腳踏位置下降5mm提高後座乘客舒適性。原先設計在油箱蓋上方的車廂跟油箱鍵也改設計在龍頭把手下方，尾燈部分採用一整條導光條，中間更加突出強調「T」Max意涵，上一代的後獨立式方向燈也整合到尾燈，使外型更簡潔。輪框引入YAMAHA自家旋壓鍛造( Spin Forged )技術，使輪框比起一般鑄造輪框更輕，前輪與後輪相較上一代560輪框運轉時慣性分別減少10%、6%，強化操控。亦首度與普利司通合作開發專為TMAX 560設計的輪胎「Battlax SC2」
2022 TMAX除了維持舊有2017 Tmax以來的YCC-T( Yamaha Chip Controlled Throttle 電子油門節流閥），更使用輕量化的 APSG（ Accelerator Position Sensor with Grip 油門位置感應器）技術讓油門反饋更自然

第九代(2025-？，代號？)
設計師：
口號；MAX IS IN DETAILS

## 他廠同級車種
- Honda本田技研工業 SilverWing 600（已停產）、Honda NC700D/750D（已停產）、X-ADV 750、Forza 750
- SUZUKI鈴木公司 Burgman 650（已停產）、Burgman 400
- Gilera GP800
- Aprilia SRV850
- BMW C600/C650GT
- 光陽工業 AK550停產、AK Premium （550、575）
- 三陽工業 Maxsym TL(465cc（已停產）、508cc)

## MAXi of scooter家族
- T-MAX（562cc、530cc停產、499cc停產）
- X-MAX（400cc停產、300cc、250cc停產、125cc）
- N-MAX （155cc、125cc）
- S-MAX (155cc停產)